# Jallapalli, Mulbagal
Jallapalli là một làng thuộc tehsil Mulbagal, huyện Kolar, bang Karnataka, Ấn Độ.